# Chris Bjerknæs
Chris Bjerknæs Fallesen (født 1. december 1989 i Hillerød) er en dansk debattør og forfatter, samt fhv. formand for Dansk Folkepartis Ungdom fra 2017-2020. Derudover er han også tidl. medlem af Dansk Folkepartis hovedbestyrelse og folketingskandidat.

## Politisk karriere
Chris Bjerknæs har været aktiv i politik siden år 2008 og har gennem årene været lokalformand for DFU Nordsjælland (2009-2012) samt folketingskandidat for Dansk Folkeparti ved folketingsvalget 2011 i Fredensborgkredsen. 
Han sad i DFU's hovedbestyrelse fra år 2015-2016 og blev valgt som formand for Dansk Folkepartis Ungdom d. 11. februar 2017, indtil han gik af ved årsmødet i 2020. I samme periode, sad Chris Bjerknæs i Dansk Folkepartis hovedbestyrelse.
I 2020 udgives bogen Nationalt Selvforsvar, der er skrevet sammen med Martin Henriksen.